# Субботин, Павел Захарович
Па́вел Заха́рович Суббо́тин (8 июня 1916, Ожгихино, Вятская губерния — 13 ноября 1955, Паркачево, Удмуртская АССР) — участник Великой Отечественной войны, командир батальона 212-го стрелкового полка 49-й стрелковой дивизии 33-й армии 1-го Белорусского фронта, майор. Герой Советского Союза (1945).

## Биография
Родился 8 июня 1916 года в деревне Ожгихино (ныне — Сарапульского района Республики Удмуртия) в семье крестьянина. Русский.
Окончил 6 классов. Работал бригадиром в колхозе, заведующим отделом Ижевского горкома комсомола.
В Красной Армии в 1937—1939 годах и с 1940 года. В ноябре 1941 года окончил ускоренный курс пехотного училища.
На фронте в Великую Отечественную войну — с ноября 1941 года. Был командиром стрелковой роты, офицером оперативного отдела штаба дивизии, командиром штурмового стрелкового батальона. Воевал на Западном, 2-м и 1-м Белорусских фронтах. Член ВКП(б)/КПСС с 1945 года.
Субботин Павел Захарович участвовал:
- в контрнаступлении под Москвой — в 1941—1942;
- в обороне рубежа западнее города Киров Калужской области — в 1942—1943;
- в Смоленской наступательной операции, в форсировании реки Сож с выходом на территорию Белоруссии — в 1943;
- в Белорусской наступательной операции — в 1944;
- в Висло-Одерской операции, в том числе в прорыве обороны противника на Пулавском плацдарме, форсировании Одера в районе города Фюрстенберг и завоевании плацдарма на берегу — в 1945;
- в Берлинской операции, в том числе в форсировании канала «Одер-Шпрее» — в 1945.

Командир стрелкового батальона майор Субботин отличился 14 января 1945 года при прорыве обороны противника у местечка Бабин (юго-западнее города Пулавы, Польша) и дальнейшем наступлении. За 3 дня боёв батальон продвинулся на 65 километров, нанёс врагу значительный урон в живой силе и боевой технике.
После войны был городским военкомом в городе Ивдель Свердловской области. С 1948 года майор П. З. Субботин — в запасе.
Работал заместителем председателя колхоза в деревне Ожгихино, в Паркачевской МТС.
Умер 13 ноября 1955 года. Похоронен в селе Паркачево Сарапульского района республики Удмуртия.

## Награды
- Указом Президиума Верховного Совета СССР от 27 февраля 1945 года за образцовое выполнение боевых заданий командования на фронте борьбы с немецко-фашистскими захватчиками и проявленные при этом мужество и героизм майору Субботину Павлу Захаровичу присвоено звание Героя Советского Союза с вручением ордена Ленина и медали «Золотая Звезда» (№ 5212).
- Награждён орденами Ленина (27.02.45), Отечественной войны 1-й (25.05.45) и 2-й (22.09.44) степеней, Красной Звезды (07.10.43), медалями.

## Память
- Имя героя СССР с 2010 года носит школа села Уральский в Сарапульском районе Удмуртии[1].
- В мае 2011 года у здания Администрации Ленинского района города Ижевска установлен памятник П. З. Субботину[2].
- В ноябре 2012 года именем П. З. Субботина названа новая улица в Ленинском районе Ижевска[3].